# Outeiro (Chavaga)
Outeiro es una aldea española situada en la parroquia de Chavaga, del municipio de Monforte de Lemos, en la provincia de Lugo, Galicia.

## Localización
Se encuentra a una altitud de 452 metros sobre el nivel del mar, entre la sierra de Lamas y el monte do Castro.

## Demografía
| Gráfica de evolución demográfica de Outeiro entre 2000 y 2020 |
|                                                               |
| Datos según el nomenclátor publicado por el INE.              |